# Гайдамацькі пісні

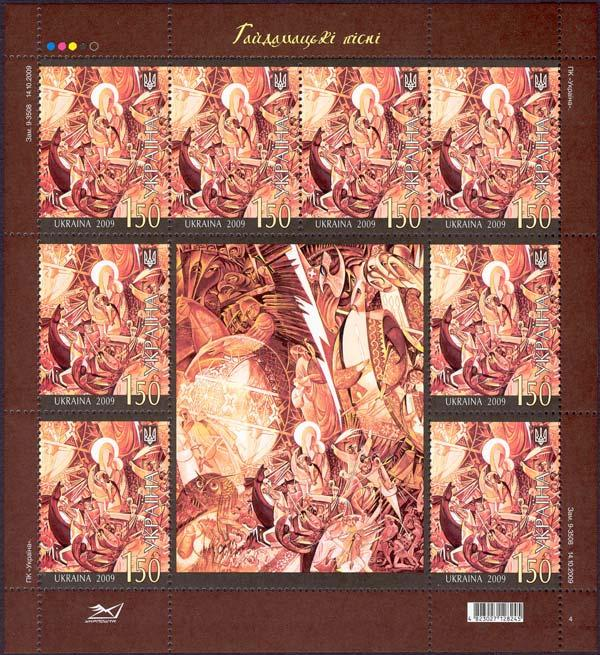
Аркуш марок Укрпошти «Гайдамацькі пісні» (2009) із серії «Українська пісня»

Гайдама́цькі пісні́ — українські народні історичні пісні часів визвольної боротьби проти польських і московських окупантів у XVIII — на початку XIX ст. в Центральній та Лівобережній Україні.
Назву дістали від слова «гайдамака», яке в турецькій мові означає бунтівливу людину.
Стихійні гайдамацькі повстання особливо стали частими з початку XVIII ст. (з 1712 р. вперше трапляється слово гайдамака) через посилення польськими магнатами на (Правобережжі) та московськими царями і боярством (на Київщині та Лівобережжі) кріпацтва, національно-релігійного гніту.
Втікачі — селяни, ремісники, переселенці — збиралися в гайдамацькі ватаги, мали підтримку від запорожців, нападали на панські маєтки, корчмарів-лихварів, карали прислужників поневолювачів. В окремі періоди такі бунти переростали в загальне народне повстання (1734 р. на Київщині, Поділлі, Волині під керівництвом сотника надвірної міліції Верлана, 1750 р. на півдні Київщини, на Поділлі під керівництвом Мочули, Письменного, Теслі та ін.). Найбільше гайдамацьке повстання вибухнуло у травні 1768 р, яке з південної Київщини поширилося аж на Волинь і дістало назву Коліївщина (від «коли», якими озброювалися повстанці). Його очолив запорожець Максим Залізняк. До нього приєднався сотник надвірної міліції власника Умані Ф. Потоцького Іван Ґонта. Численні гайдамацькі загони С. Неживого, М. Швачки, І. Бондаренка, М. Москаля діяли по всьому Правобережжі України. Фактично йшла війна з непокірним народом. Така тривала і масова визвольна боротьба сформувала свого роду бунтівничу традицію, яку переймали нові покоління, і відлунням її ще й на початку XIX ст. були виступи загонів Устима Кармалюка на Поділлі. Не випадково за цією історичною традицією під час визвольних змагань 1917-20 рр. окремо українські військові підрозділи іменували себе гайдамацькими — Гайдамацький Кіш Слобідської України, Гайдамацький кінний полк ім. К. Горієнка.
Історія визвольної боротьби відображена у численних гайдамацьких піснях про втечу селян у степи, перехоплення і покарання втікачів, про вбивство Бондарівни паном Каньовським (Миколою Потоцьким) про Саву Чалого, Залізняка і здобуття ним Умані, про Швачку, якого схопили москалі. У гайдамацьких піснях оспівані й інші уже названі ватажки, а також керівник гайдамацького руху в 30-40-х роках XVIII ст. у Чорному лісі — Гнат Голий, який 1741 року стратив колишнього гайдамацького ватажка С. Чалого за зраду. У гайдамацьких загонах були й кобзарі-бандуристи. Відомі імена деяких з тих, кого стратили у Кодні — В. Варченко, П. Скряга, Сокового зять Михайло.
Гайдамацькі пісні виражали волелюбний ідеал українців, славили мужність і відважність і відданість Батьківщині, осуджували зрадників і злочини польських та московських окупантів. З цієї причини більшовицька цензура ні в збірниках пісень, ні у підручниках гайдамацькі пісні не дозволила виділяти в окрему тематичну групу — їх розпорошували серед інших пісень про класову боротьбу, приглушуючи в такий спосіб їх звучну ідею національного визволення від іноземних поневолювачів. Женевські праці М. Драгоманова про ці пісні, як і за царського режиму, були під забороною.
Гайдамацькі пісні мотивами перегукуються із козацькими, опришківськими та повстанськими. Вони ввійшли до монографічних праць М. Драгоманова «Політичні пісні українського народу XVII—XIX ст.» (Частина перша Вип. І, ІІ — Женева 1883, 1885), «Нові українські пісні про громадські справи (1764—1880)» (Женева, 1881) Д. Ревуцького «Українські думи та пісні історичні» (к. 1919) т ін.
Як і легенди, перекази, вони дали матеріал письменникам для літературних творів поема «Гайдамаки» Т. Шевченка, повість «Кармелюк» Марка Вовчка, трагедія «Сава Чалий» І. Карпенка-Карого, «Гайдамацька пісня» О. Маковея, роман «Гайдамаки» Ю. Мушкетика, роман «Побратався сокіл» М. Сиротюка, «Ґонта» Я Стецюка та ін.